# Fischmöwe
Die Fischmöwe (Ichthyaetus ichthyaetus, Syn.: Larus ichthyaetus) ist eine Art der Möwen. Diese sehr große Art brütet in den Halbwüsten und Steppen Mittelasiens und überwintert überwiegend im südlichen Asien und auf der Arabischen Halbinsel. In Mitteleuropa ist die Fischmöwe eine extrem seltene Ausnahmeerscheinung.

## Merkmale
Mit einer Körperlänge von 58–67 cm und einer Spannweite von 146–162 cm ist diese Art fast so groß wie eine Mantelmöwe, wirkt aber schlanker und langflügeliger als diese. Auffallend ist die flach abfallende Stirn. Männchen wiegen 1130–2000 g, Weibchen 960–1500 g. Im Prachtkleid ist der Kopf schwarz, ober- und unterhalb des Auges befindet sich jeweils ein schmaler weißer Fleck. Der Rücken und die oberen Flügeldecken sind hellgrau, der übrige Rumpf und der Schwanz sind weiß. Die Armschwingen sind hellgrau und breit weiß gerandet. Die Handschwingen sind silbrig weiß, die äußeren Handschwingen zeigen jeweils eine schmale schwarze Subterminalbinde. Der Schnabel ist dreifarbig; die Basis ist dunkel gelb, dann folgt zur Spitze hin eine schmale schwarze und anschließend eine schmale rötliche Binde, die Spitze ist wieder gelb. Die Iris ist dunkel, die Beine sind gelb.
Im Schlichtkleid sind nur die Augenregion, der Oberkopf und Hinterhals diffus schwärzlich gefärbt, außerdem fehlt die rote Schnabelbinde.

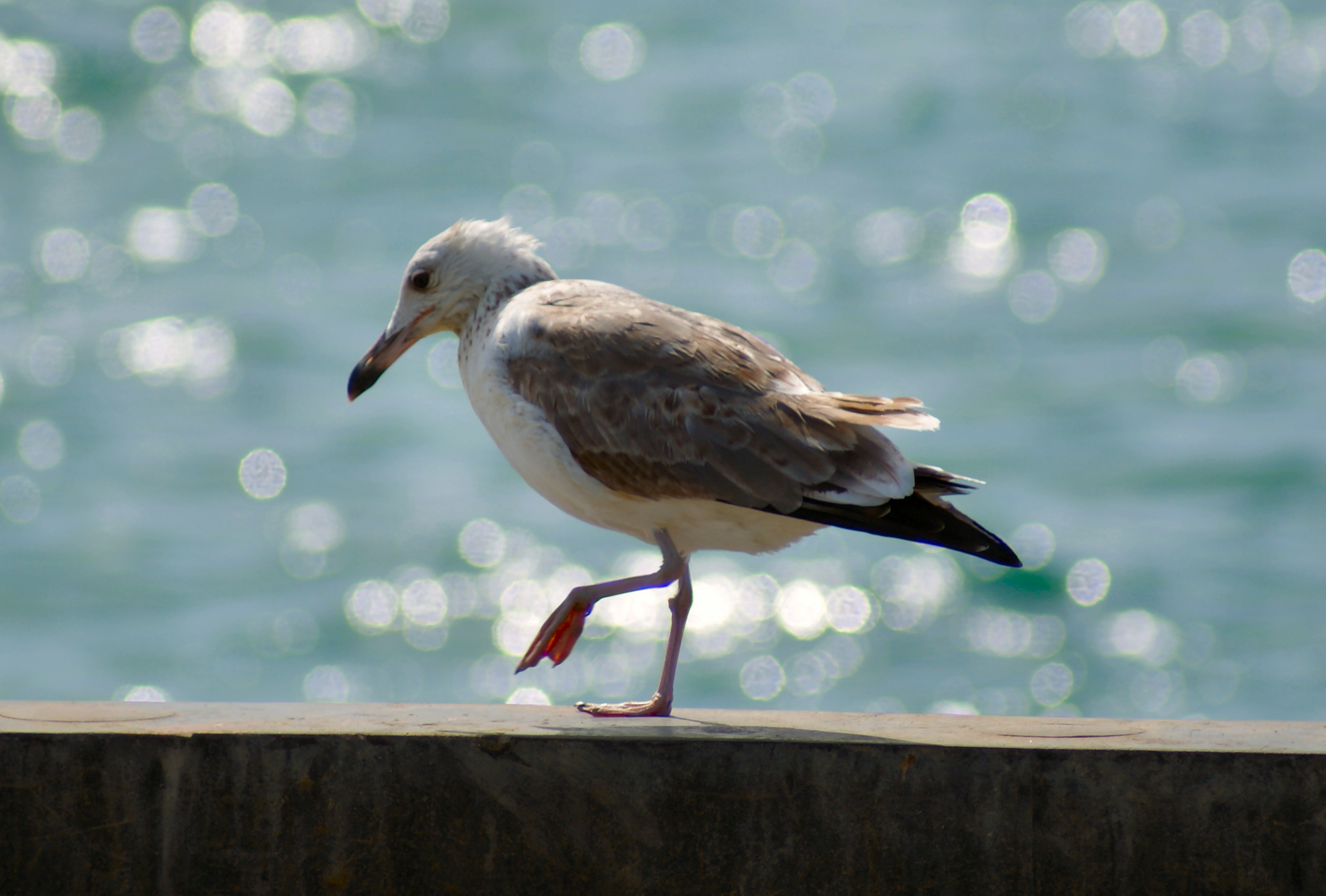
Fischmöwe im Jugendkleid

Im Jugendkleid ist der Kopf im Bereich der Augen und am Hinterkopf diffus bräunlich gefärbt, die weißen Augenklammern sind bereits vorhanden. Der Rücken sowie die kleinen und mittleren Oberflügeldecken sind braun geschuppt. Die braunen Brustseiten heben sich deutlich vom ansonsten weißen Rumpf ab. Auffallend ist oberseits ein großes, hellgraues Flügelfeld auf den großen Armdecken. Die Schwingen sind oberseits überwiegend dunkel braungrau, auf der Unterseite überwiegend weiß und nur an den Spitzen braungrau. Der Schwanz ist an der Basis reinweiß und zeigt eine breite, scharf abgesetzte schwarze Endbinde. Der Schnabel ist gelblich rosa und hat eine breite und scharf abgesetzte, schwarze Spitze; die Beine sind gräulich rosa. Im Alter von vier Jahren sind die Vögel ausgefärbt.
Häufigster Ruf ist ein tief krächzendes „kräh-äh“. Der Balzruf ist ein gereihtes, jaulendes „kjauu-kjauu-kjauu“.

## Verbreitung und Lebensraum

Verbreitung der Fischmöwe:
Brutgebiete
Überwinterungsgebiete

Das Verbreitungsgebiet der Art liegt im mittleren Asien und reicht vom Kaspischen Meer und dem Aralsee bis nach Nordwest-China und in die westliche Mongolei. Westlich dieses Gebietes gibt es einzelne Brutvorkommen bis zur Krim und nordöstlich von Wolgograd.
Die Fischmöwe brütet in Brackwasserlagunen sowie Salzseen und Sodaseen in Halbwüsten und Steppen überwiegend im Flachland, im Tianschan- und im Altaigebirge aber auch in Hochtälern bis in 1600 bis 1700 m Höhe. Während des Zuges und im Winterquartier hält sich die Art vor allem an Meeresküsten auf, seltener an großen Seen und Flüssen.

## Nahrung
Hauptnahrung der Art sind Fische, die meist aus einem niedrigen Rüttelflug heraus stoßtauchend erbeutet, aber auch tot oder halbtot aufgenommen werden. Vor allem in Brutkolonien in Steppenseen können jedoch auch Nagetiere die wichtigste Beute bilden. Daneben werden auch kleinere Vögel und Vogeleier, Reptilien, schwärmende Insekten und Fischereiabfälle als Nahrung genutzt. Vor allem im Winter ernähren sich Fischmöwen auch kleptoparasitisch und versuchen vor allem Raubseeschwalben und kleineren Möwen, aber auch Blässrallen und Lappentauchern die Beute abzujagen. Abfälle auf Müllkippen und an ähnlichen Plätzen werden im Gegensatz zu anderen großen Möwenarten nur selten genutzt.

## Fortpflanzung

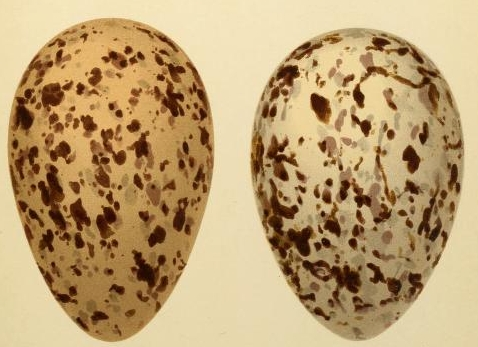
Eier

Fischmöwen brüten vorwiegend in Kolonien, die 20 bis 2000 Paare umfassen können. Die Kolonien liegen ausnahmslos auf weit vom Ufer entfernten und damit für Bodenprädatoren unzugänglichen Inseln, die meist keine oder nur wenig Vegetation aufweisen. Die Nester sind meist nur 15–50 cm voneinander entfernt. Das Nest ist gelegentlich nur eine von wenigen Grashalmen begrenzte Mulde, häufig aber auch eine 5–15 cm hohe und 50–70 cm breite Struktur aus Gras- und Salzpflanzenhalmen. Die Eiablage erfolgt je nach geographischer Lage Anfang April bis Mitte Mai. Das Gelege besteht meist aus 3, seltener aus nur einem oder zwei Eiern. Die Eier messen im Mittel 77,8 × 53,6 mm und sind auf beigem bis olivgrauem Grund dunkel gefleckt und gestrichelt. Beide Partner brüten, das Weibchen jedoch mit größerem Anteil. Die Brutzeit beträgt 23 bis 29 Tage. Die Jungvögel sind nach ca. 45 Tagen flügge.

## Wanderungen
Die Fischmöwe ist ein Zugvogel. Der Abzug aus den Brutgebieten beginnt Anfang Oktober. Einige Individuen überwintern bereits am Westrand des Kaspischen Meeres, der Großteil der Population überwintert jedoch in einem Areal, das vom südwestlichen Burma über Sri Lanka, Bangladesch, Pakistan, den Persischen Golf und das Rote Meer bis zum südöstlichen Mittelmeer reicht. In Mitteleuropa ist die Art eine extrem seltene Ausnahmeerscheinung, die meisten Beobachtungen betreffen offensichtlich einzelne weit umherstreifende Nichtbrüter.

## Bestand und Gefährdung
Die IUCN gibt den Weltbestand für 2002 grob mit 97.000–220.000 Individuen an. Gesicherte Daten zur Bestandsentwicklung gibt es nicht, jedoch auch keine Hinweise auf einen deutlichen Bestandsrückgang; die IUCN stuft die Art daher als ungefährdet ein.